# Astragalus turajguricus
Astragalus turajguricus là một loài thực vật có hoa trong họ Đậu. Loài này được Golosk. miêu tả khoa học đầu tiên.